# Gaderská dolina

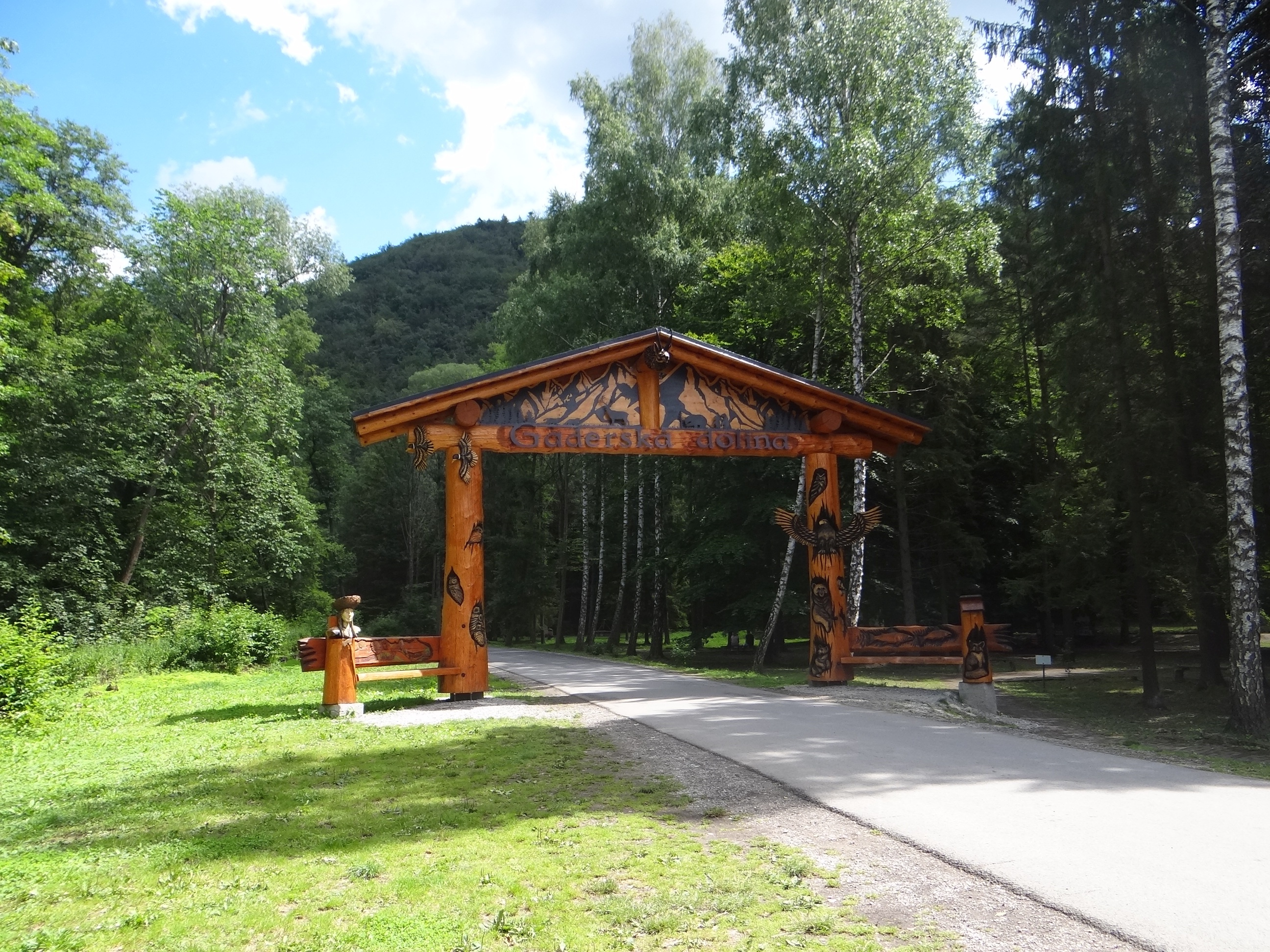
Wylot doliny w Blatnicy

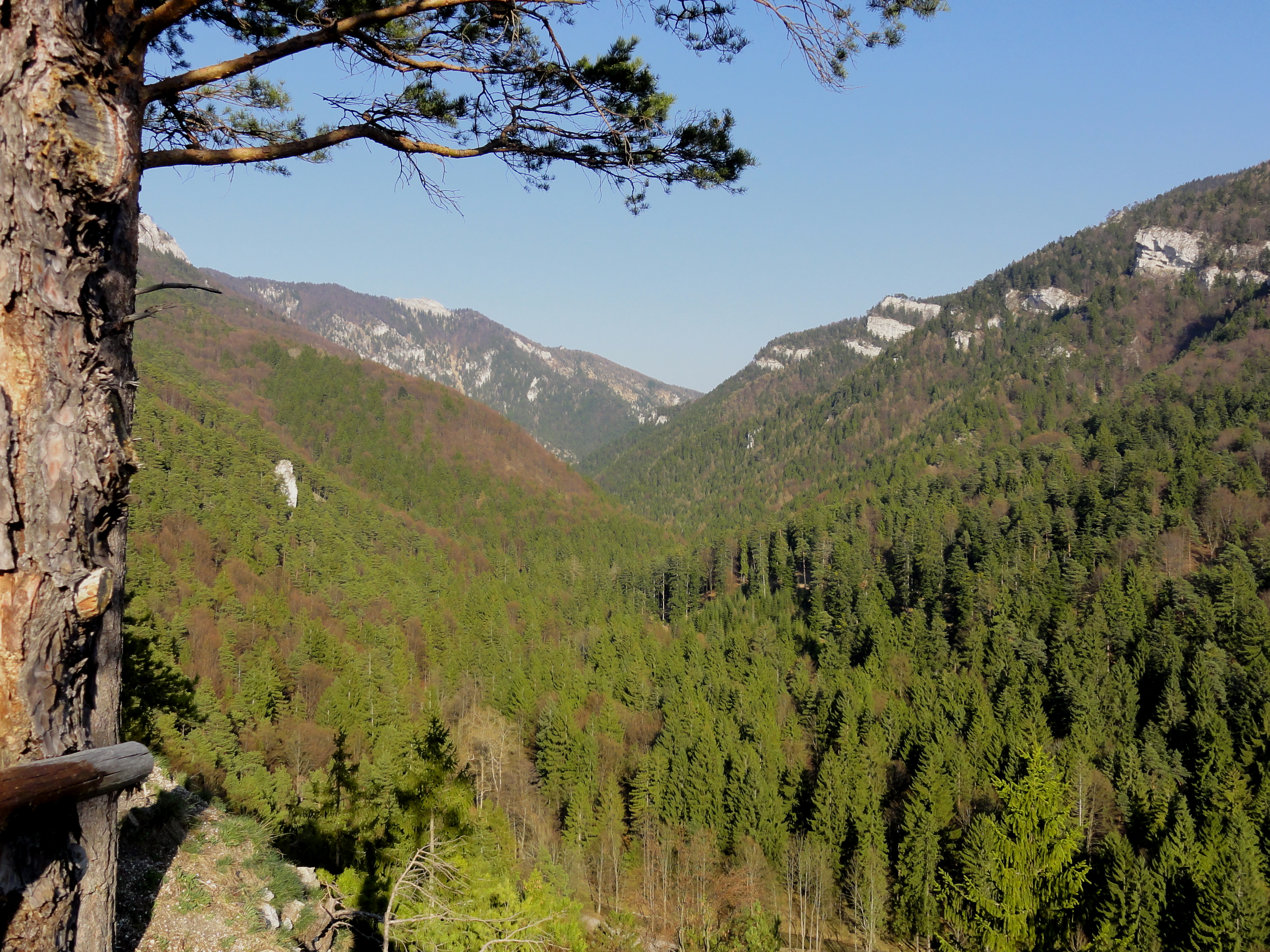
Widok z Zamku Blatnica

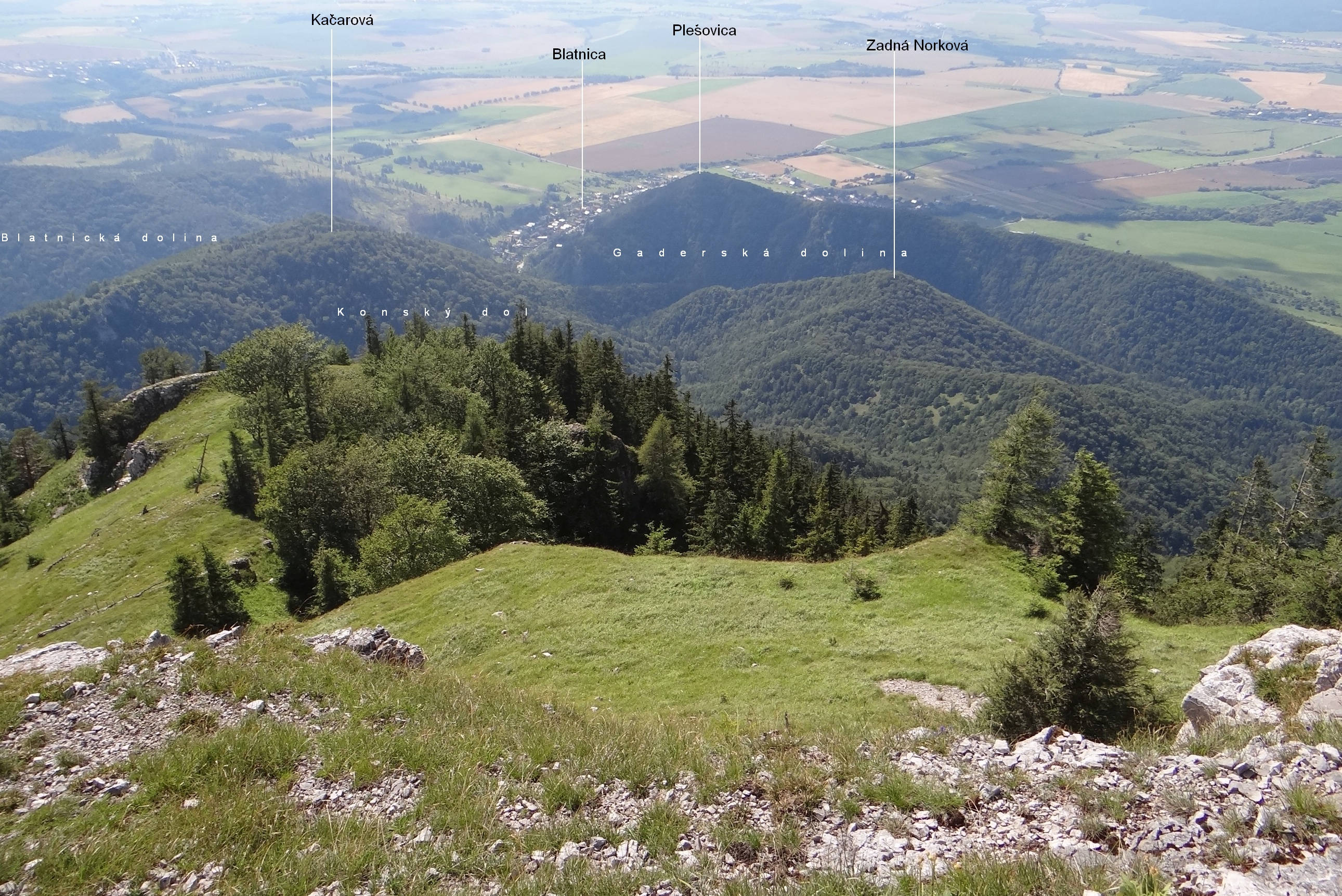
Widok ze szczytu Tlstá

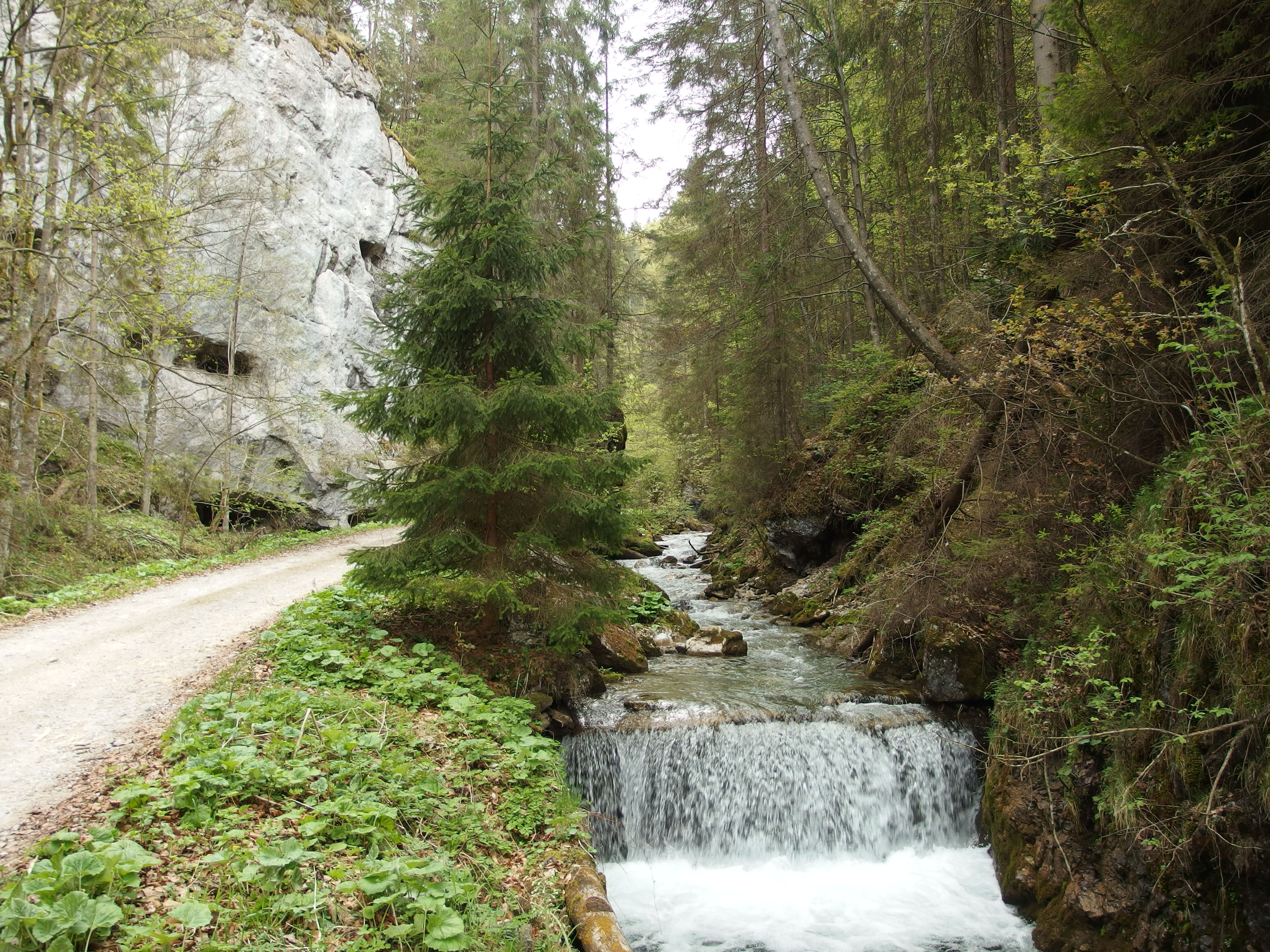
Kaskady Gaderskiego potoku

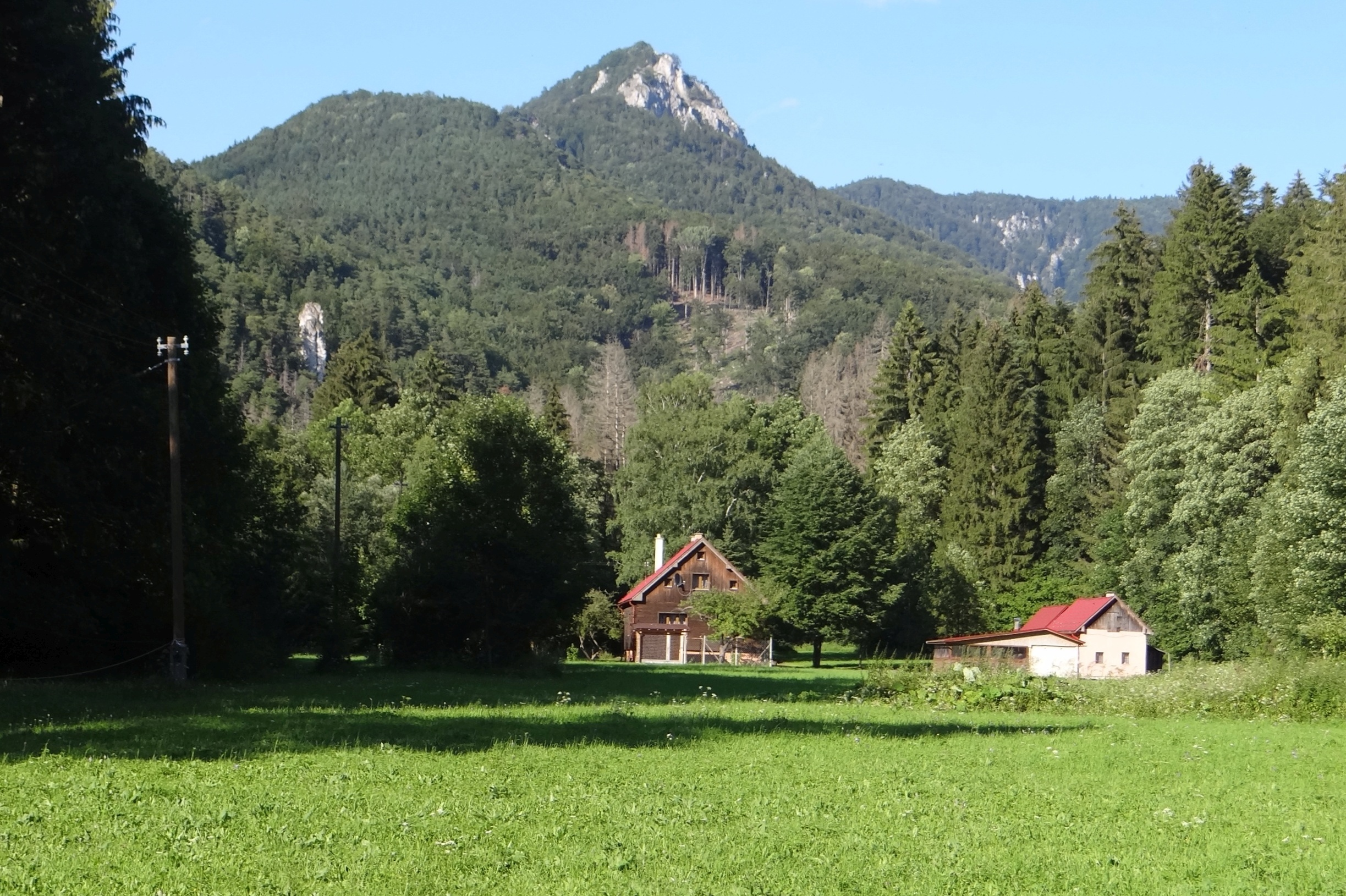
Dolna część Gaderskiej Doliny

Gaderská dolina (wśród mieszkańców Turca: Gader, lokalnie w Blatnicy: Gäder, pol. Dolina Gaderska) – wielka dolina walna w Wielkiej Fatrze na Słowacji, najdłuższa w zachodniej (turczańskiej) części tej grupy górskiej. Wraz ze stanowiącą jej górną część doliną Dedošovą doliną liczy ok. 18 km długości. Leży w całości w granicach Parku Narodowego Wielka Fatra. Przez większość turystów jest uważana za najładniejszą dolinę Wielkiej Fatry oraz za jedną z najładniejszych dolin na Słowacji.

## Przebieg i charakterystyka
Prawie cała dolina jest głęboko wcięta w mezozoiczne skały płaszczowin choczańskiej i (częściowo w górnych partiach) kriżniańskiej. Wylot doliny do Kotliny Turczańskiej znajduje się na wysokości ok. 520 m n.p.m., nieco na pd.-wsch. od centrum Blatnicy, powyżej ostatnich zabudowań tej wsi. Tuż obok (na pd.) znajduje się wylot innej dużej doliny fatrzańskiej, Doliny Blatnickiej.
Dolina Gaderska początkowo na bardzo krótkim odcinku biegnie w kierunku pd.-wsch., po czym skręca na chwilę ku północy, a następnie, tuż przed wylotem bocznej (orograficznie lewej) doliny Konský dol, ku pn.-wsch. Biegnie tak przez blisko 2 km, aż poza wylot kolejnej lewej doliny bocznej (Vápenná dolina), po ruiny Zamku Blatnica. Na tym odcinku oddziela ona od głównego zrębu Wielkiej Fatry niski, skalisty wał Plešovicy (684 m), biegnący równolegle do skraju Kotliny Turczańskiej i pozostający po stronie zachodniej.
Wyżej dolina, okrążając wielki masyw Tlstej (1414 m), skręca coraz bardziej ku wsch., a następnie ku pd.-wsch., jednocześnie coraz bardziej zagłębiając się w górotwór, budowany tu przez dolomity i wapienie środkowego triasu. Jej stoki są strome, skaliste, pocięte licznymi żebrami skalnymi, wąwozami i żlebami. Powyżej drugiej gajówki, na wysokości 627 m, dolina się rozwidla. Na pd. odchodzi duża boczna dolina Vlkanová, zaś na pd.-wsch. idzie Dedošová dolina, uznawana za główny ciąg Doliny Gaderskiej, która ostatecznie na odcinku Kráľova skala – Krížna – Ostredok – Suchý vrch opiera się o główny grzbiet Wielkiej Fatry, biegnący tu na wysokości 1370–1592 m n.p.m.
Oprócz wspomnianych już wyżej dolin bocznych godne uwagi są jeszcze krótkie doliny Sokolovo i Ľubená dolina, opadające z pn. stoków masywu Tlstej oraz Drobkova dolina w górnej części Dedošovej doliny (wszystkie orograficznie lewostronne). Po swej orograficznie prawej stronie Dolina Gaderska nie posiada większych dolin bocznych, dopiero w górnej części Dedošovej doliny wyróżniają się doliny Vrátna oraz Dolné Veterne, podchodzące pod Ostredok. Na skutek takiego ukształtowania dolina jest niesymetryczna: powierzchnia jej lewej (orograficznie) strony jest ok. dwukrotnie większa od powierzchni strony prawej.
Na całej długości Doliny Gaderskiej (wyżej – Dedošovej płynie Gaderský potok.
Prawie całą długością doliny (aż po odgałęzienie doliny Dolné Veterne) biegnie droga jezdna, w większej części z nawierzchnią asfaltową.

## Roślinność
Dolina Gaderska prawie w całości jest zalesiona. Dominują różne facje buczyn, w których oprócz buka występują jawory, jodły, a wyżej świerki. Godna uwagi jest licząca ok. 1000 osobników populacja cisa. Na skalnych turniach i półkach znajdziemy reliktowe skupiska sosny, jedne z najbogatszych w całej Słowacji. Wśród roślin zielnych przeważają gatunki typowe dla wysokich, wapiennych masywów Karpat Zachodnich. Należą do nich: stokrotnica górska, zerwa kulista, skalnica gronkowa, tłustosz alpejski, driakiew lśniąca, ostróżka wyniosła, kołotocznik wierzbolistny, na bardziej wilgotnych stanowiskach zarzyczka górska, pierwiosnek omączony, smotrawa okazała, na skalistych zboczach goryczka krótkołodygowa, pierwiosnek łyszczak, lokalnie również szarotka alpejska. Rośnie tu również powojnik alpejski i krzew świdośliwa jajowata. We wstępnych partiach doliny rozwinęły się również zbiorowiska gatunków ciepłolubnych, z kostrzewą bladą i turzycą niską.

## Fauna
Typowa dla wysokich masywów Karpat Zachodnich. Występują tu wszystkie wielkie drapieżniki Środkowej Europy: niedźwiedź brunatny, wilk i ryś. Jesienią liczne rykowiska jeleni. W górnych, niezalesionych partiach doliny bytuje kilkadziesiąt kozic, będących potomkami grupy ok. 20 osobników kozic pochodzenia alpejskiego (Rupicapra rupicapra rupicapra), przeniesionych tu w latach 1956–1960 z Czech. Bogata i urozmaicona jest awifauna (gatunki górskie i duże drapieżniki: orzeł przedni, sokół wędrowny, puchacz) oraz fauna owadów, zwłaszcza motyli i chrząszczy.

## Turystyka
Dolina Gaderska jest jedną z najczęściej odwiedzanych dolin po zach. stronie Wielkiej Fatry. Dotyczy to zwłaszcza jej dolnej części, z której wychodzą szlaki turystyczne na atrakcyjne krajoznawczo szczyty Tlstej i Ostrej oraz ścieżka do ruin zamku Blatnica. Na całej długości Doliną Gaderską (wraz z Dedoszową) biegnie żółto znakowany szlak turystyczny do Kráľovej studni pod głównym grzbietem Wielkiej Fatry (hotel turystyczny). W górnej części Dedoszowej odgałęzia się od niego zielono znakowana ścieżka, wyprowadzająca wprost na najwyższy szczyt pasma – Ostredok. Pozostałe doliny boczne nie są dostępne dla turystyki.
W Dolinie Gaderskiej jest płatny parking i wypożyczalnia rowerów elektrycznych.